# NGC 374
NGC 374 là một thiên hà dạng hạt đậu nằm trong chòm sao Song Ngư. Nó được phát hiện vào ngày 7 tháng 10 năm 1861 bởi Heinrich d'Arrest. Nó được Dreyer mô tả là "mờ nhạt, nhỏ bé, giữa hai ngôi sao cường độ thứ 15".